# Liste der BIOS-Signaltöne
Die Liste der BIOS-Signaltöne beschreibt die möglichen Signaltöne, die von einem BIOS eines IBM-kompatiblen x86-PCs ausgegeben werden können.
Beim Start des Computers führt das BIOS einen Power On Self-Test (POST) durch. Werden dabei Fehler festgestellt, die ein Starten des Computers und eine Bildschirmausgabe eines Fehlertextes unmöglich machen, wird der Fehler durch Signaltöne, einer für den jeweiligen Fehler charakteristischen Folge von Piepstönen, über den Systemlautsprecher (Pieper) kenntlich gemacht.
Die Form und Bedeutung dieser Töne ist von BIOS zu BIOS unterschiedlich.

## Intel-BIOS
| Ton                    | Beschreibung                               | Mögliche Fehlerquellen                            |
| ---------------------- | ------------------------------------------ | ------------------------------------------------- |
| Einzelner Signalton    | BIOS-Setup F2 / Bootmenü F10. Kein Fehler. |                                                   |
| 2 Pieptöne             | Videofehler                                | Add-in-Grafikkarte fehlt; inkompatibler Prozessor |
| 3 Pieptöne             | Speicherfehler                             | Speicherfehler                                    |
| Hohe/niedrige Pieptöne | CPU Thermal Trip Warnung                   | Prozessorkühler/Lüfter                            |

## AMI-BIOS
| Ton                     | Beschreibung                                                                      | Mögliche Fehlerquellen                                                              |
| ----------------------- | --------------------------------------------------------------------------------- | ----------------------------------------------------------------------------------- |
| 1× kurz                 | Kein Fehler oder Speicher-Refresh ausgefallen                                     | (RAM, Motherboard)                                                                  |
| 1× lang                 | Speicher- / Netzteilfehler                                                        | Netzteil, Stromstecker am Motherboard                                               |
| 1× lang 1× kurz         | Motherboard-Fehler                                                                | Mainboard                                                                           |
| 1× lang 2× kurz         | Videoproblem: Grafikkarte sitzt nicht richtig oder defekt                         | Grafikkarte                                                                         |
| 1× lang 3× kurz         | Grafikvideo-RAM defekt                                                            | Grafikkarte                                                                         |
| 1× lang 6× kurz         | Tastatur-Controller defekt                                                        | Tastatur-Controller auf Motherboard                                                 |
| 1× lang 8× kurz         | Videospeicher fehlerhaft                                                          | Videospeicher auf Grafikkarte                                                       |
| 1× lang 9× kurz         | ROM-BIOS-Prüfsummenfehler                                                         | ROM-BIOS                                                                            |
| 2× lang 2× kurz         | Videofehler                                                                       | Video-BIOS-ROM, Videoadapter                                                        |
| 2× lang 3× kurz         | Vermutlich falsche CMOS-Werte                                                     | BIOS (CMOS-Reset nötig)                                                             |
| 2× kurz                 | Parity konnte nicht zurückgesetzt werden                                          | RAM                                                                                 |
| 3× kurz                 | Fehler im unteren Speicherblock (erste 64 kByte)                                  | RAM                                                                                 |
| 3× lang                 | Fehler im Tastatur-Interface                                                      | Motherboard                                                                         |
| 3× kurz 3× lang 3× kurz | RAM-Module defekt                                                                 | RAM                                                                                 |
| 4× kurz                 | System-Timer ausgefallen                                                          | Motherboard (System-Timer)                                                          |
| 5× kurz                 | Prozessorfehler                                                                   | CPU                                                                                 |
| 6× kurz                 | Kein Speicher installiert (alt: BIOS kann nicht in den Protected Mode umschalten) | RAM (alt: Motherboard (Tastaturcontroller))                                         |
| 7× kurz                 | Ausnahme-Unterbrechungs-Fehler                                                    | CPU                                                                                 |
| 8× kurz                 | Anzeige-Speicher-Fehler                                                           | Grafikkarte                                                                         |
| 9× kurz                 | CMOS/ROM-Checksummen-Fehler                                                       | CMOS-Batterie, CMOS                                                                 |
| 10× kurz                | CMOS Lesefehler                                                                   | Motherboard, CMOS-Clear-Jumper                                                      |
| 11× kurz                | L2-Cache defekt                                                                   | Cache, CPU (L2- und L3-Cache heute in der CPU), Motherboard                         |
| Mehrfach kurz           | Netzteilfehler                                                                    | Stromversorgung des Motherboards                                                    |
| Sirenenton              | Temperatur                                                                        | Lüfter ausgefallen, Temperatur zu hoch (MB / CPU), Spannung zu hoch oder zu niedrig |
| Dauerton                | Speicher- / Videoproblem                                                          | Speicher oder Grafikkarte wird nicht gefunden                                       |
| Kein Ton                | Netzteil- oder Motherboard-Fehler                                                 | Netzteil, Motherboard                                                               |
| 2x lang                 | Festplattenfehler                                                                 | Festplatte                                                                          |

## Award-BIOS
- 1× lang: DRAM-Refresh ausgefallen
- 1× kurz: POST erfolgreich beendet
- 1× Dauer: Netzteilfehler
- 1× lang, 1× kurz: Hauptplatinenfehler: schwerwiegender Fehler auf dem Motherboard
- 1× lang 2× kurz: Grafikkartenfehler: Video-ROM-BIOS-Checksumme falsch; Monitoransteuerung defekt; keine Grafikkarte gefunden
- 1× lang, 3× kurz: Videofehler: defekter RAM-DAC (Digital Analog Converter), der für die Umwandlung der Rechnerdaten in Videodaten zuständig ist, defekt; oder Monitorerkennungsprozess fehlerhaft oder Video-RAM fehlerhaft, eventuell ist der Monitor nicht angeschlossen bzw. das Kabel defekt.
- 2× kurz: Parity Error: POST fehlerhaft (eine der Hardwaretestprozeduren ist fehlerhaft).
- 2× lang, 2× kurz: Videofehler: (entweder Checksummenfehler des Video-BIOS-ROM oder der installierte Videoadapter hat einen Fehler im Horizontalrücklauf).
- 3× kurz: Base 64 KB Memory Failure: Basis-Speicher defekt, RAM-Fehler innerhalb der ersten 64 KB
- 3 kurz 3 lang 3 kurz: Arbeitsspeicher defekt
- 4× kurz: Timer not Operational: System-Timer (Timer 1) eventuell Akku/Batterie defekt.
- 5× kurz: Prozessor Error: Prozessor defekt; Videospeicher (Aktuelle UEFI Bios - Grafikeinheit nicht gefunden oder Monitor nicht erkannt.)
- 6× kurz: 8042 Gate A20 Failure: Tastatur-Controller defekt (8042-Baustein / A20-Gate). Prozessor kann nicht in den Protected Mode schalten.
- 7× kurz: Prozessor Exception Interrupt Error: Virtual Mode Ausnahmefehler (CPU hat einen Interruptfehler generiert).
- 8× kurz: Display Memory Read/Write Error: Videospeicher nicht ansprechbar; Grafikkarte defekt oder nicht eingebaut (kein fataler Fehler)
- 9× kurz: ROM-Checksum Error: ROM-BIOS-Checksumme nicht korrekt, EPROM, EEPROM oder Flash-ROM-Baustein defekt, BIOS defekt oder nicht korrekt ge-updated
- 10× kurz: CMOS Shutdown Register Read/Write Error: CMOS kann nicht gelesen/geschrieben werden Hauptplatine ist defekt und muss getauscht werden.
- 11× kurz: Cache Error / external Cache Bad: L2-Cache auf dem Mainboard defekt

- Dauerton: wenn Gigabyte-Board mit Award-BIOS und ein Dauerton bzw. Ton, der nach langem Ertönen wieder erlischt und dann erneut ertönt, dann: RAM-Problem, Baustein ist falsch angeschlossen oder defekt.

Ab Ver. 6.0 (Zusammenschluss von Phoenix und Award), gleiche Fehlersignale für Phoenix-Award BIOS
| Ton                          | Beschreibung                                              | Mögliche Fehlerquellen                         |
| ---------------------------- | --------------------------------------------------------- | ---------------------------------------------- |
| 1× kurz                      | Kein Fehler                                               |                                                |
| 2× kurz                      | Unbestimmter Fehler, Fehler wird auf Monitor angezeigt    |                                                |
| 1× lang                      | Speicherproblem                                           | RAM                                            |
| 1× lang, 1× kurz             | Fehler auf dem Motherboard                                | Motherboard                                    |
| 1× lang, 2× kurz             | Fehler in der Grafikkarte                                 | Grafikkarte                                    |
| 1× lang, 3× kurz             | Fehler im Tastaturcontroller (ab Ver. 3.03)               | Tastatur, Motherboard                          |
| 1× lang, 3× kurz             | Fehler in der Grafikkarte (ab Ver. 4.5)                   | Grafikkarte                                    |
| 1× lang, 9× kurz             | ROM-Fehler                                                |                                                |
| 3× lang                      | Fehler im Tastaturinterface (3270)                        | Tastatur, Motherboard                          |
| 4× lang                      | Fehler der Lüfter-Temperaturregelung                      | Geregelter Lüfter                              |
| Dauerton                     | Speicher oder Videoproblem                                | Speicher oder Grafikkarte nicht gefunden       |
| Wiederholt kurz              | Motherboard-Stromversorgung                               |                                                |
| Wiederholt lang              | Speicher- oder Videoproblem                               | Speicher oder Grafikkarte wird nicht gefunden. |
| Sirenenton                   | Lüfterausfall, Temperatur zu hoch, Spannungs hoch/niedrig | Lüfter, Netzteil                               |
| Sporadischer Ping, Pong-Beep | CPU-Spannung, CPU-Lüfter                                  | CPU-Spannungseinstellung, CPU-Lüfter           |
| 10 Sek. Dauerton – AUS       | CPU-Lüfter Ausfall/-Drehzahl                              | Lüfter, BIOS-Einstellung                       |

## Phoenix-BIOS
| Ton           | Beschreibung                        | Mögliche Fehlerquellen     |
| ------------- | ----------------------------------- | -------------------------- |
| 1× 1× 3× kurz | CMOS-Fehler schreiben/lesen         | CMOS                       |
| 1× 1× 4× kurz | BIOS-ROM-Checksummenfehler          | BIOS-Batterie, BIOS        |
| 1× 2× 1× kurz | Systemtimer defekt                  | Motherboard                |
| 1× 2× 2× kurz | DMA-Kontroller defekt               | Motherboard                |
| 1× 3× 1× kurz | DRAM/Motherboard defekt             | Motherboard                |
| 1× 3× 3× kurz | 64-KB-Speicherchip defekt           | RAM                        |
| 1× 3× 4× kurz | 64-KB-Logikchip-Fehler              | RAM                        |
| 1× 4× 1× kurz | 64-KB-Adressleitung defekt          | RAM                        |
| 1× 4× 2× kurz | 64-KB-Parity-Fehler                 | RAM                        |
| 1× 2× kurz    | Checksummenfehler im Option-ROM     | BIOS-Batterie, BIOS        |
| 2× kurz       | RAM defekt                          | RAM                        |
| 3× 1× 1× kurz | Master-DMA-Register defekt          | Motherboard                |
| 3× 1× 2× kurz | Slave-DMA-Register defekt           | Motherboard                |
| 3× 1× 3× kurz | Master-Interrupt-Register defekt    | Motherboard                |
| 3× 1× 4× kurz | Slave-Interrupt-Register defekt     | Motherboard                |
| 3× 2× 4× kurz | Tastatur-Kontroller defekt          | Tastatur, Motherboard      |
| 3× 3× 4× kurz | Grafikkartenspeicher defekt         | Grafikkarte                |
| 3× 4× 1× kurz | Grafikkarten-Initialisierungsfehler | Grafikkarte                |
| 3× 4× 2× kurz | Grafikkarten-Kontroller defekt      | Grafikkarte                |
| 4× 2× 1× kurz | Timer-Interrupt fehlerhaft          | Motherboard                |
| 4× 2× 2× kurz | Shutdown-Funktion fehlerhaft        | Motherboard                |
| 4× 2× 3× kurz | Fehler im Gate A20                  | Motherboard                |
| 4× 2× 4× kurz | Interrupt im Protected Mode         | Motherboard, BIOS          |
| 4× 3× 1× kurz | DRAM-Fehler oberhalb 64 KB          | RAM                        |
| 4× 3× 3× kurz | Timer defekt                        | Motherboard                |
| 4× 3× 4× kurz | Echtzeituhr defekt                  | Motherboard                |
| 4× 4× 1× kurz | Serieller Port defekt               | Motherboard                |
| 4× 4× 2× kurz | Paralleler Port defekt              | Motherboard                |
| 4× 4× 3× kurz | Co-Prozessor-Fehler                 | Motherboard (Co-Prozessor) |

## IBM-BIOS
| Ton                     | Beschreibung                         | Mögliche Fehlerquellen                |
| ----------------------- | ------------------------------------ | ------------------------------------- |
| 1× kurz                 | Kein Fehler                          | -                                     |
| 2× kurz                 | Unbestimmter Fehler                  | Fehler wird auf Monitor angezeigt     |
| 1× lang 1× kurz         | Fehler auf dem Motherboard           | Motherboard                           |
| 1× lang 2× kurz         | Grafikkarten- oder Motherboardfehler | Grafikkarte, Motherboard              |
| 1× lang 3× kurz         | Grafikkartenfehler                   | Grafikkarte                           |
| 1× lang 3× kurz 1× lang | Grafikkartenfehler                   | Grafikkarte                           |
| 3× lang                 | Tastatur-Interface-Fehler            | Tastatur, Motherboard                 |
| Dauerton                | Netzteilfehler                       | Netzteil, Stromstecker am Motherboard |
| wiederholt kurz         | Netzteilfehler                       | Netzteil, Stromstecker am Motherboard |
| wiederholt lang         | RAM-Fehler                           | RAM                                   |

## MR-BIOS
- „T“ = Tiefer Ton
- „H“ = Hoher Ton
- „-“ = Pause

| Ton      | Beschreibung                                               | Mögliche Fehlerquellen         |
| -------- | ---------------------------------------------------------- | ------------------------------ |
| TH-TTT   | BIOS-ROM-Checksummenfehler                                 | BIOS, BIOS-Batterie            |
| TH-HTT   | Fehler des DMA-Seitenregisters                             | Motherboard                    |
| TH-THT   | Fehler im Tastaturcontrollers (Selbsttest)                 | Mainboard (Tastaturcontroller) |
| TH-HHT   | Fehler in der Speicher-Refresh-Logik                       | RAM                            |
| TH-TTH   | Fehler im DMA-Kontroller (Master)                          | Mainboard                      |
| TH-HTH   | Fehler im DMA-Kontroller (Slave)                           | Mainboard                      |
| TH-TTTT  | Fehler in der Speicherbank (Mustertest)                    | RAM                            |
| TH-HTTT  | Fehler in der Speicherbank (Paritätslogik)                 | RAM                            |
| TH-THTT  | Fehler in der Speicherbank (Paritätsfehler)                | RAM                            |
| TH-HHTT  | Fehler in der Speicherbank (Fehler Datenbus)               | RAM, Mainboard                 |
| TH-TTHT  | Fehler in der Speicherbank (Fehler Adressbus)              | RAM                            |
| TH-HTHT  | Fehler in der Speicherbank (Lesefehler)                    | RAM                            |
| TH-THHT  | Fehler in der Speicherbank (Lese-/Schreibfehler)           | RAM                            |
| TH-HHHT  | Fehler im Interrupt-Controller (Master-8259-Port 21h)      | Mainboard                      |
| TH-TTTH  | Fehler im Interrupt-Controller (Slave-8259-Port A1h)       | Mainboard                      |
| TH-HTTH  | Fehler im Interrupt-Controller (Master-8259-Port 20h)      | Mainboard                      |
| TH-THTH  | Fehler im Interrupt-Controller (Slave-8529-Port A0h)       | Mainboard                      |
| TH-HHTH  | Fehler im Interrupt-Controller (Adressfehler Port 20h/A0h) | Mainboard                      |
| TH-TTHH  | Fehler im Interrupt-Controller (Master-8259-Port 20h)      | Mainboard                      |
| TH-HTHH  | Fehler im Interrupt-Controller (Slave-8259-Port A0h)       | Mainboard                      |
| TH-THHH  | Fehler im System-Timer (8254, Kanal 0 – IRQ0)              | Mainboard                      |
| TH-HHHH  | Fehler im System-Timer (8254, Kanal 0)                     | Mainboard                      |
| TH-TTTTH | Fehler im System-Timer (8254, Kanal 2)                     | Mainboard                      |
| TH-HTTTH | Fehler im System-Timer (8254, OUT2)                        | Mainboard                      |
| TH-THTTH | Fehler des CMOS-RAM (Lese- und Schreibtest)                | BIOS                           |
| TH-HHTTH | Fehler in der Echtzeituhr                                  | Mainboard                      |
| TH-TTHTH | Checksummen-/Speicherfehler der Grafikkarte                | Grafikkarte                    |
| TH-HTHTH | Fehler im Tastaturkontroller                               | Mainboard                      |
| TH-THHTH | Paritätsfehler des Speichers                               | RAM                            |
| TH-HHHTH | Fehler in einem E/A-Kanal                                  | Mainboard                      |
| TH-TTTHH | Testfehler des Gate-A20 (8042-Timeout)                     | Mainboard                      |
| TH-HTTHH | Gate-A20 blockiert im OFF-Status (A20=0)                   | Mainboard                      |
| TH-THTHH | Echtzeituhr wird nicht aktualisiert                        | Mainboard                      |

Im HP-BIOS bedeutet 5 × lang einen RAM-Fehler.